# Edøyfjorden
Edøyfjorden er en fjord der går  mellem Aure og Smøla kommuner i Møre og Romsdal fylke i Norge.  Fjorden er den sydvestligste del af Trondheimsleia og går 26 kilometer  mod nordøst til der hvor Ramsøyfjorden kommer fra nord mellem Smøla og Hitra. Fjorden ligger på nordsiden af øerne Tustna, Stabblandet, Solskjeløya, Ertvågsøya og Grisvågøya, og på sydsiden af Smøla og Edøya, som den er opkaldt efter.
Fra Edøya er der færgeforbindelse mod syd til Sandvika på Tustna. 
Mellem Tustna og Stabblandet går Sålåsundet. Mellem Stabblandet og Ertvågsøya går Imarsundet mod syd, og mellem Ertvågsøya og fastlandet ligger Aursundet. Alle sundene ender  ved Vinjefjorden på sydsiden. På Ertvågsøya går også Foldfjorden mod syd fra Edøyfjorden.